# 也音站
也音站（：／ Yaeum yeok */?）曾为韩国铁路长生浦线、蔚山港线和蔚山线上的一个车站，位于蔚山南区大岘洞，已于1992年废止。

## 历史
- 1953年4月11日 - 落成使用。
- 1992年8月20日 - 停止使用。

1. ↑  zermoth. . 레일.블루 - 열차운전정보 사이트.   [2022-02-25]. （原始内容存档于2022-02-25）. （页面存档备份，存于）